# Blastobasis lacticolella
Blastobasis lacticolella là một loài bướm đêm thuộc họ Blastobasidae. It was introduced in miền tây châu Âu và is now reported from The Netherlands, Đảo Anh và Madeira.
Sải cánh dài 18–21 mm. Con trưởng thành bay từ tháng 5 đến tháng 6 và một lần nữa vào autumn.
Ấu trùng ăn a wide variety of food types, bao gồm leaf-litter, vegetation và stored products.

## Hình ảnh

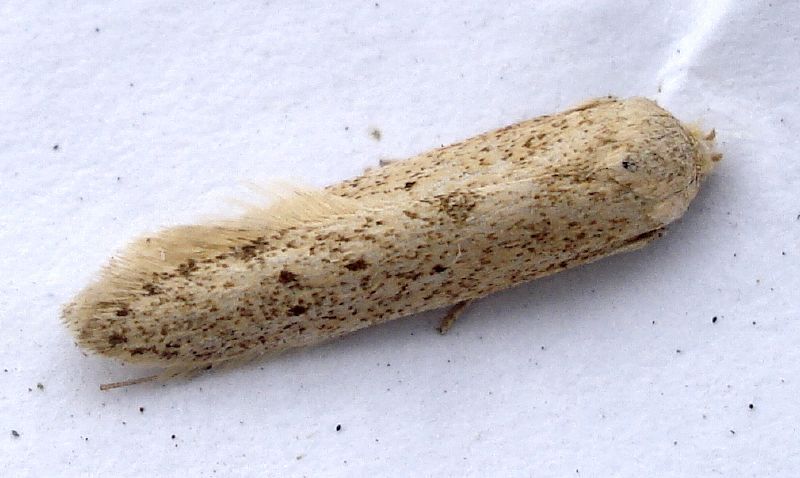